# 斯图夫维尔

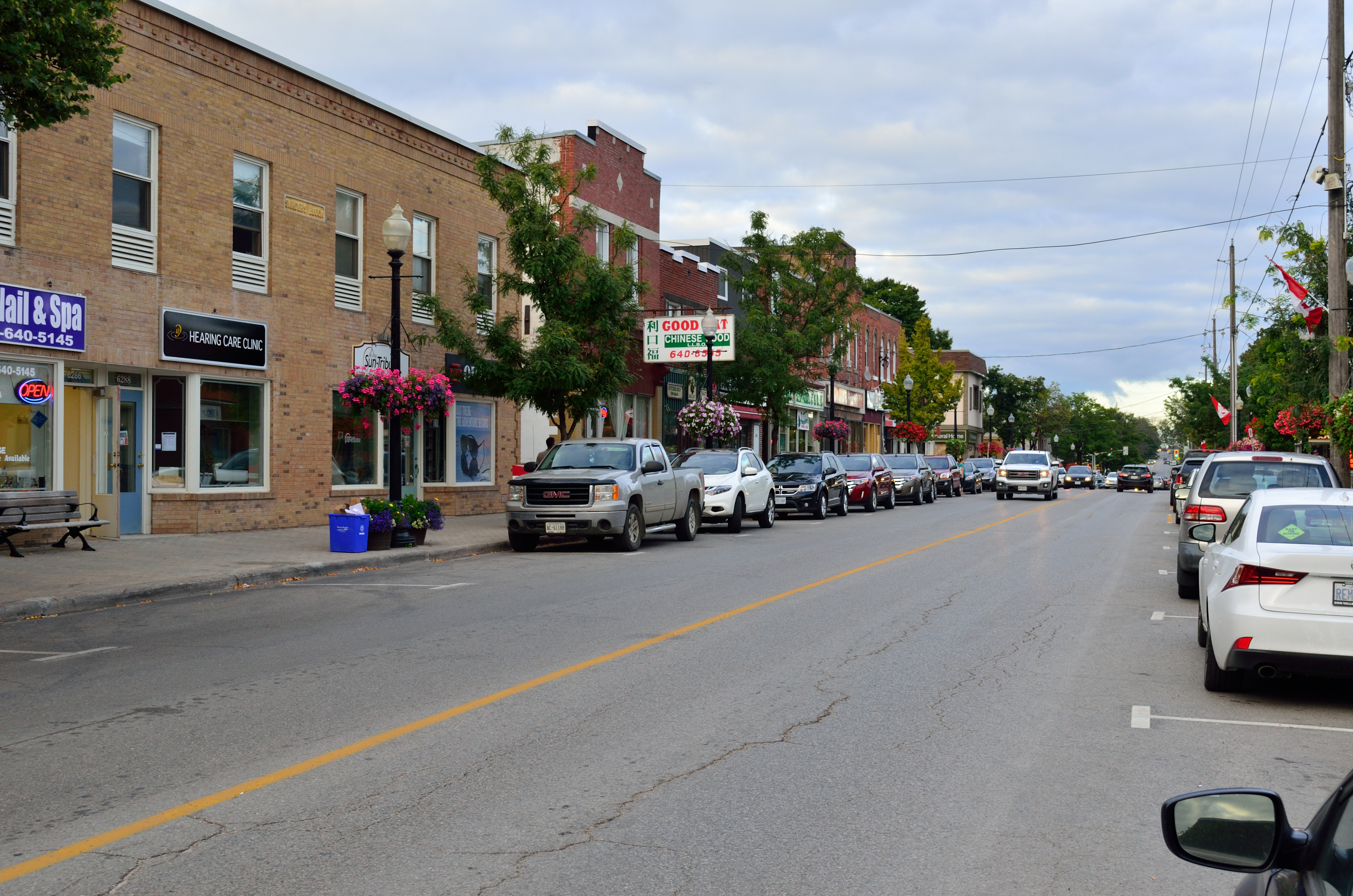
斯图夫维尔镇中心

44°00′31″N 79°19′03″W / 44.00861°N 79.31750°W
惠特彻奇-斯图夫维尔（英語：Whitchurch-Stouffville）是加拿大安大略省大多伦多地区东北部的一个城镇，位于多伦多市中心以北约50公里（31英里）和多伦多皮尔逊国际机场东北55公里（34英里）处。该镇面积为206.22平方公里（79.62平方英里），位于约克区的中东部地区，地处生态敏感的橡树岭冰碛上。自1993年以来，该镇的座右铭就是 “靠近城市的乡村”。